# Vinobraní

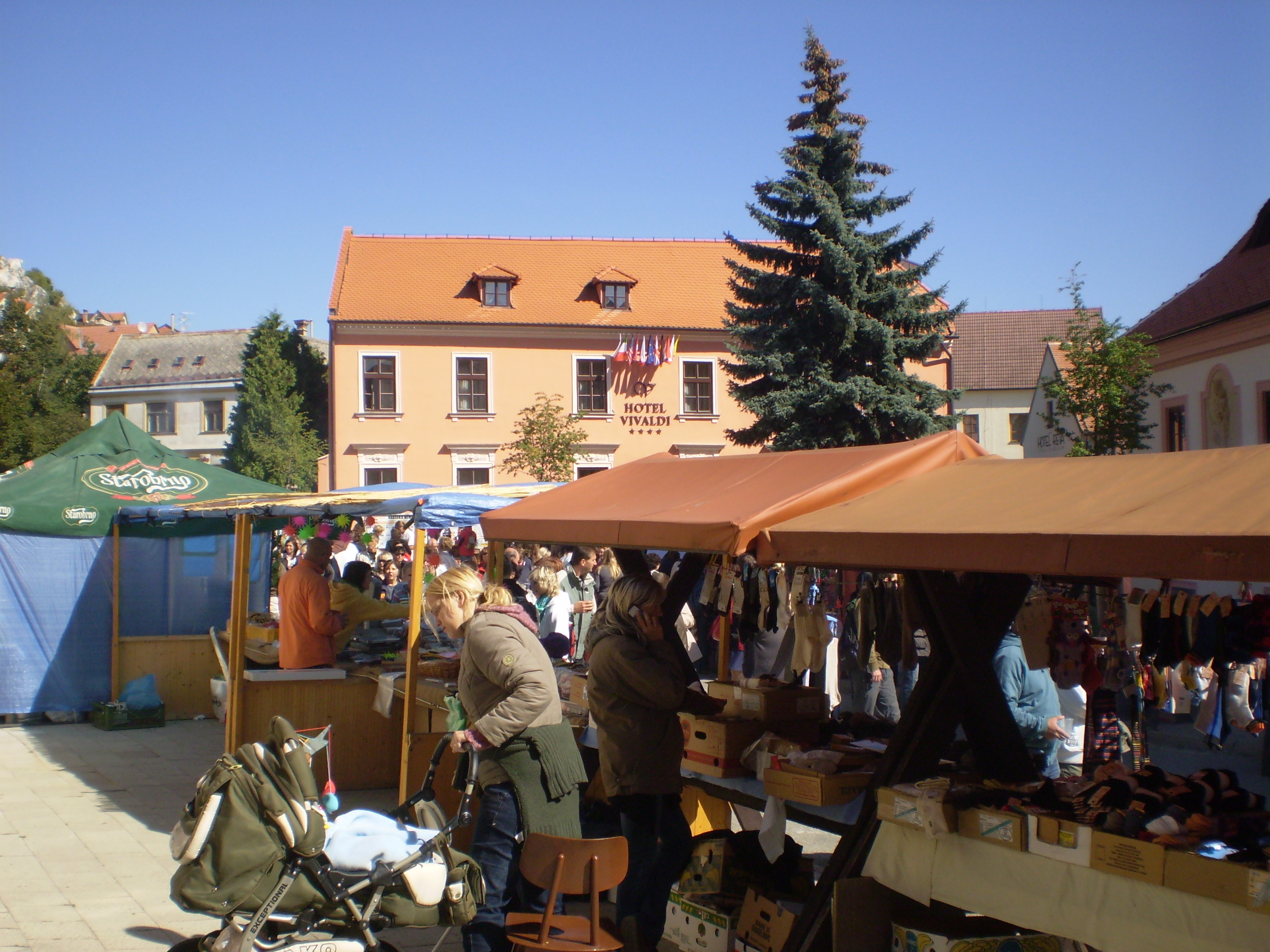
Stánky během vinobraní v Mikulově

Vinobraní je slavnost sklizně vinné révy.
Vinobraní se pořádá na podzim, při sklizni révy a ve všech větších městech s vinařskou tradicí. Akce je většinou spojena s kulturním programem, hudebními vystoupeními, degustacemi vína a burčáku. Den sklízení vína se historicky měnil i o více než 10 dní.
Na jižní Moravě jsou známá vinobraní např. ve Znojmě a v Mikulově, v Čechách pak zejména v Litoměřicích, Mělníku, Roudnici nad Labem nebo Velkých Žernosekách.